# Profundocythere abyssalis
Profundocythere abyssalis is een mosselkreeftjessoort uit de familie van de Cytheridae. De wetenschappelijke naam van de soort is voor het eerst geldig gepubliceerd in 1985 door Hartmann.